# John J. Thomas
John J. Thomas (* 8. August 1813 in Albemarle County, Virginia; † ca. 1895) war ein US-amerikanischer Politiker im 19. Jahrhundert.
Thomas war 1851 Mitglied der State Legislature von Kentucky. Er vertrat auch seinen Heimatstaat 1861 bei dessen Sezessionskonvent sowie von 1861 bis 1862 im Provisorischen Konföderiertenkongress. Ferner diente er während des Sezessionskriegs in der Confederate States Army.